# 第34独立沿岸防衛旅団 (ウクライナ海兵隊)
第34独立沿岸防衛旅団（だい34どくりつえんがんぼうえいりょだん、ウクライナ語: 34-та окрема бригада берегової оборони）は、ウクライナ海兵隊の旅団。第30海兵軍団隷下。

## 歴史

### ドンバス戦争

第124独立領土防衛旅団章

2018年6月30日、ドンバス戦争の影響に伴い、ウクライナ領土防衛隊第124独立領土防衛旅団としてヘルソン州で創設された。

### ロシアのウクライナ侵攻

#### 南部・ヘルソン戦線

第124独立領土防衛旅団旗

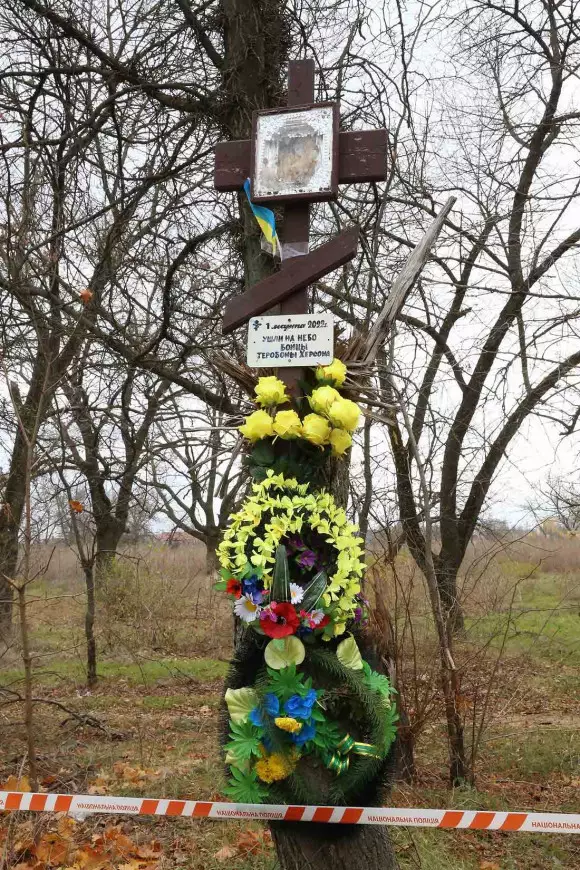
ライラックパークの慰霊碑

2022年2月24日、ロシアのウクライナ侵攻で南部ヘルソン州に配備され、25日にアントノフスキー橋で包囲された第59独立自動車化歩兵旅団と民間車両の撤退支援でロシア軍の空爆を受けながらも撤退ルートを確保した。
26日にウクライナ軍がヘルソン市を放棄して撤退し、旅団長はロシア軍との戦力差を考慮して撤退を許可したが、第192独立領土防衛大隊、第194独立領土防衛大隊がヘルソンの防衛に参加した。28日にヘルソンが包囲され、昼食後にはロシア軍が市内に侵入し始め、市内の出入り口を防御するため、第194大隊が出撃した。
ヘルソンは中央広場にチェコのハリネズミを設置していた以外は、まったく陣地を強化していなかったため、第192大隊は郊外のショッピングセンターを防衛線にして迎え撃つことにした。ロシア軍が市内に侵入する数時間前に塹壕を掘り始めたが、ショッピングセンターの従業員がコンクリートブロックを提供してくれたため、陣地は強化された。
第194大隊の第1中隊は広場でロシア軍と邂逅。広場では市民が身を乗り出してロシア軍車列の進軍を妨害し、団員に勇気を与えたが、警官隊によって解散させられた。戦闘ではロシア軍を強襲し、戦死者2人の損害を与えたが、手榴弾で反撃され戦死者7人の損害を受けて撤退した。
第2中隊はライラックパークでロシア軍と邂逅。団員43人は小銃、火炎瓶、対戦車砲2丁で武装していたが、ロシア軍との戦力差は明白で初手にマシンガンで攻撃され、数人が殺されると草むらに身を隠した。火炎瓶で反撃しようと試みたが、手数で勝るマシンガンの前では投げる隙も無く戦闘は20分ほどで終了し、公称で死傷者10人の損害を与えたが、虐殺に近い形で団員の半数以上となる戦死者24人の大損害を受けて撤退した。
第194大隊が殺られ、防衛線のショッピングセンターではロシア軍初手の装甲兵員輸送車を射撃で撃退したが、30分ほどでロシア軍に戦車と迫撃砲で反撃され、ショッピングセンターが全焼し、弾薬も底を突いたため撤退を余儀なくされた。

#### 南部・ドニエプル川戦線

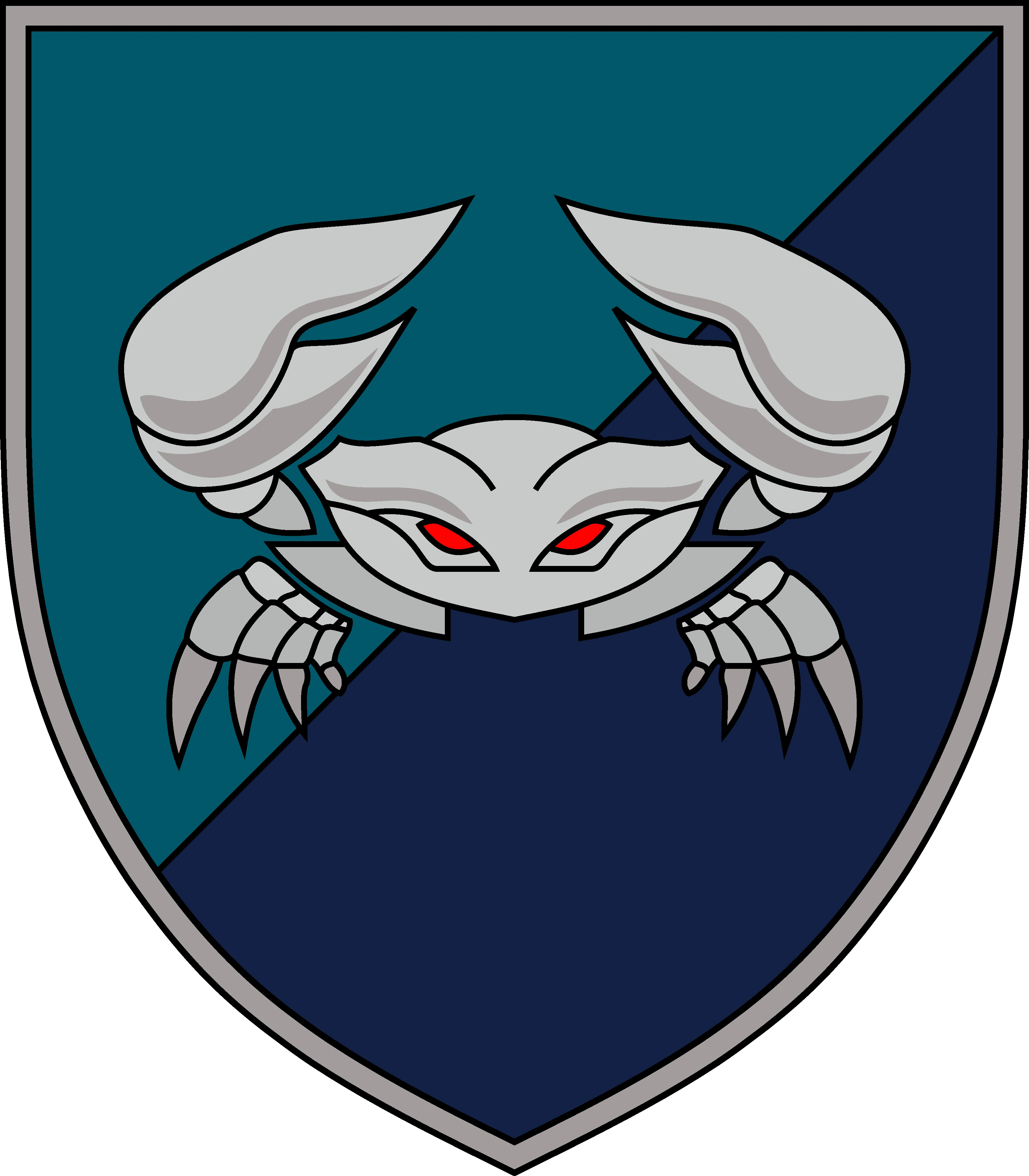
旧第34独立沿岸防衛旅団章

2023年2月、南部ヘルソン州ヘルソン地区に再配置され、ドニエプル川西岸に展開した。
2023年8月23日、ウォロディミル・ゼレンスキー大統領より、勇気と勇敢さに対する栄誉賞を授与された。
2024年6月、ウクライナ海兵隊に編入し、海兵隊司令部隷下に配属された。
2025年1月、機械化に伴い、第34独立沿岸防衛旅団に改編された。

## 編制
- 旅団司令部（ヘルソン）
- 第1沿岸防衛大隊
- 第2沿岸防衛大隊
- 第3沿岸防衛大隊
- 第4沿岸防衛大隊
- 工兵大隊
- 偵察中隊
- 衛生中隊

## 第124独立領土防衛旅団編制
- 旅団司令部（ヘルソン）
- 第192独立領土防衛大隊（ヘルソン）
- 第193独立領土防衛大隊（ベリスラウ）
- 第194独立領土防衛大隊（ビロゼルカ）
- 第195独立領土防衛大隊（スカドフスク）
- 第196独立領土防衛大隊（ノヴァ・カホウカ）
- 第197独立領土防衛大隊（ヘニチェスク）

- 火力支援中隊
- 迫撃砲中隊
- 対破壊工作中隊
- 戦闘・後方支援隊
- 衛生隊